# غراهام برودي
غراهام برودي (بالإنجليزية: Graham Brody)‏ هو لاعب كرة القدم الغالية أيرلندي، ولد في 29 أكتوبر 1993 في بورتلاويس في جمهورية أيرلندا.